# Rossosz
Rossosz è un comune rurale polacco del distretto di Biała Podlaska, nel voivodato di Lublino.
Ricopre una superficie di 76,12 km² e nel 2006 contava 2 404 abitanti.